# Peintner (Adelsgeschlecht)

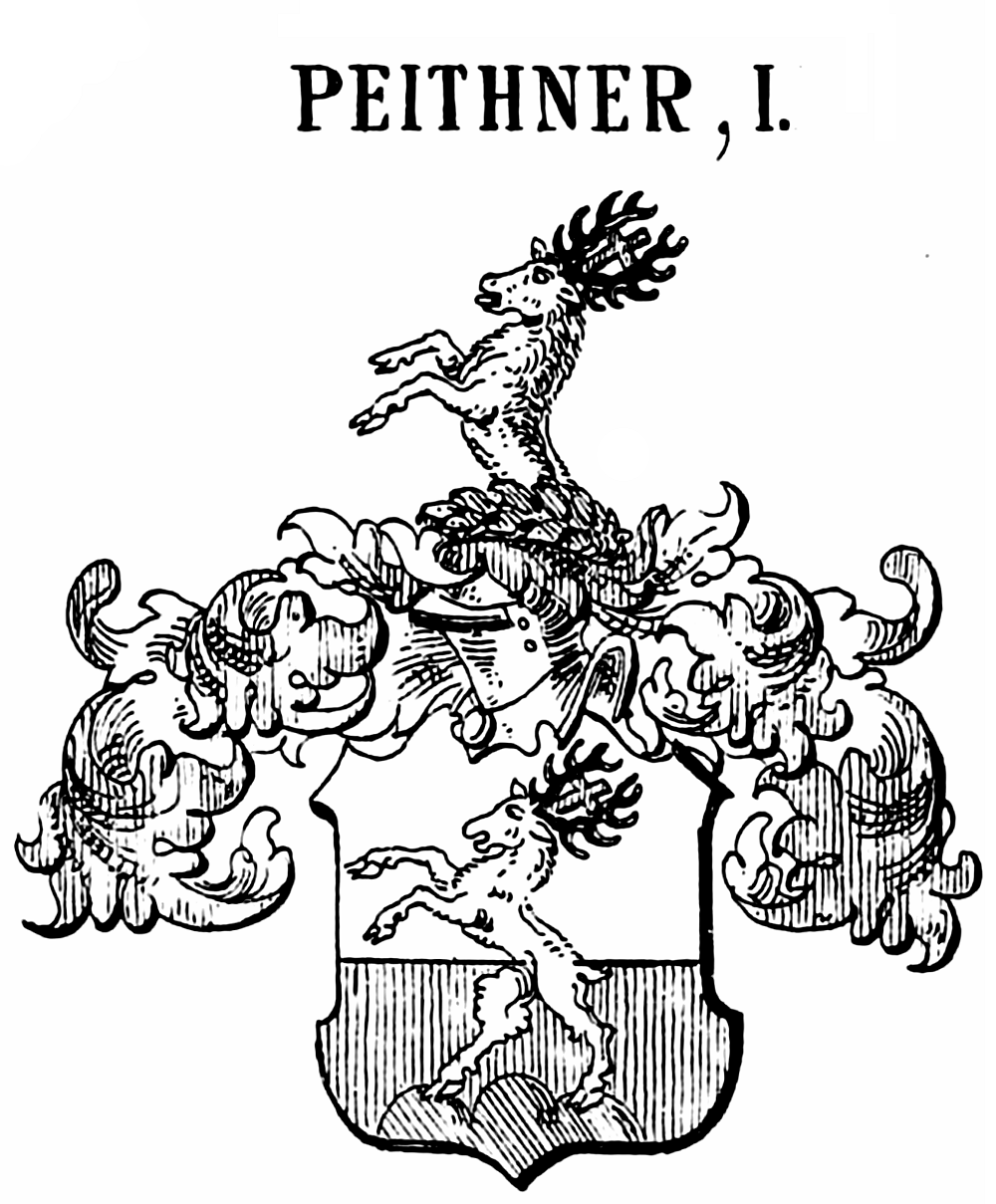
Stammwappen nach Wappenbrief von 1609

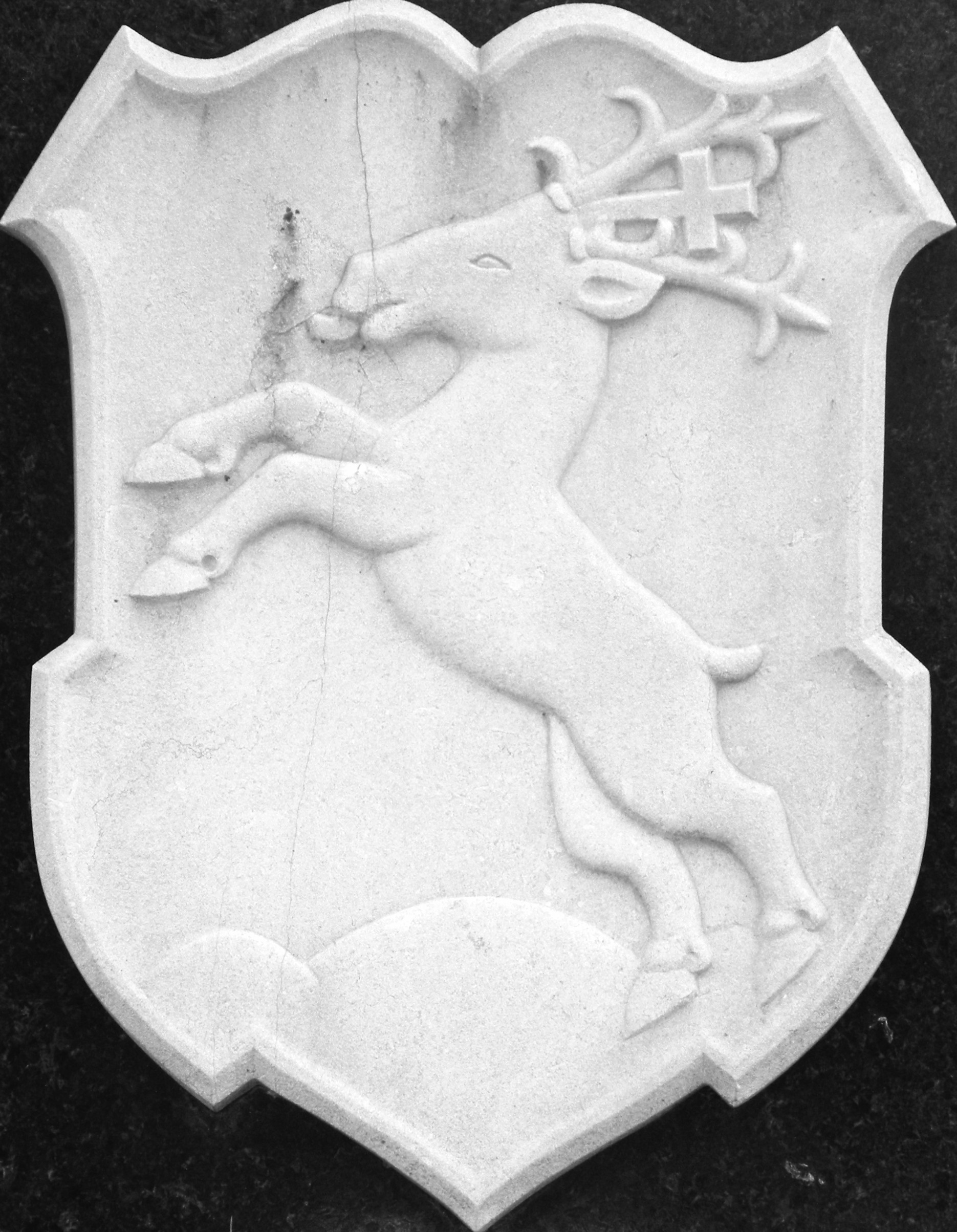
Stammwappen am Grabstein von Erich Peithner auf dem Hietzinger Friedhof

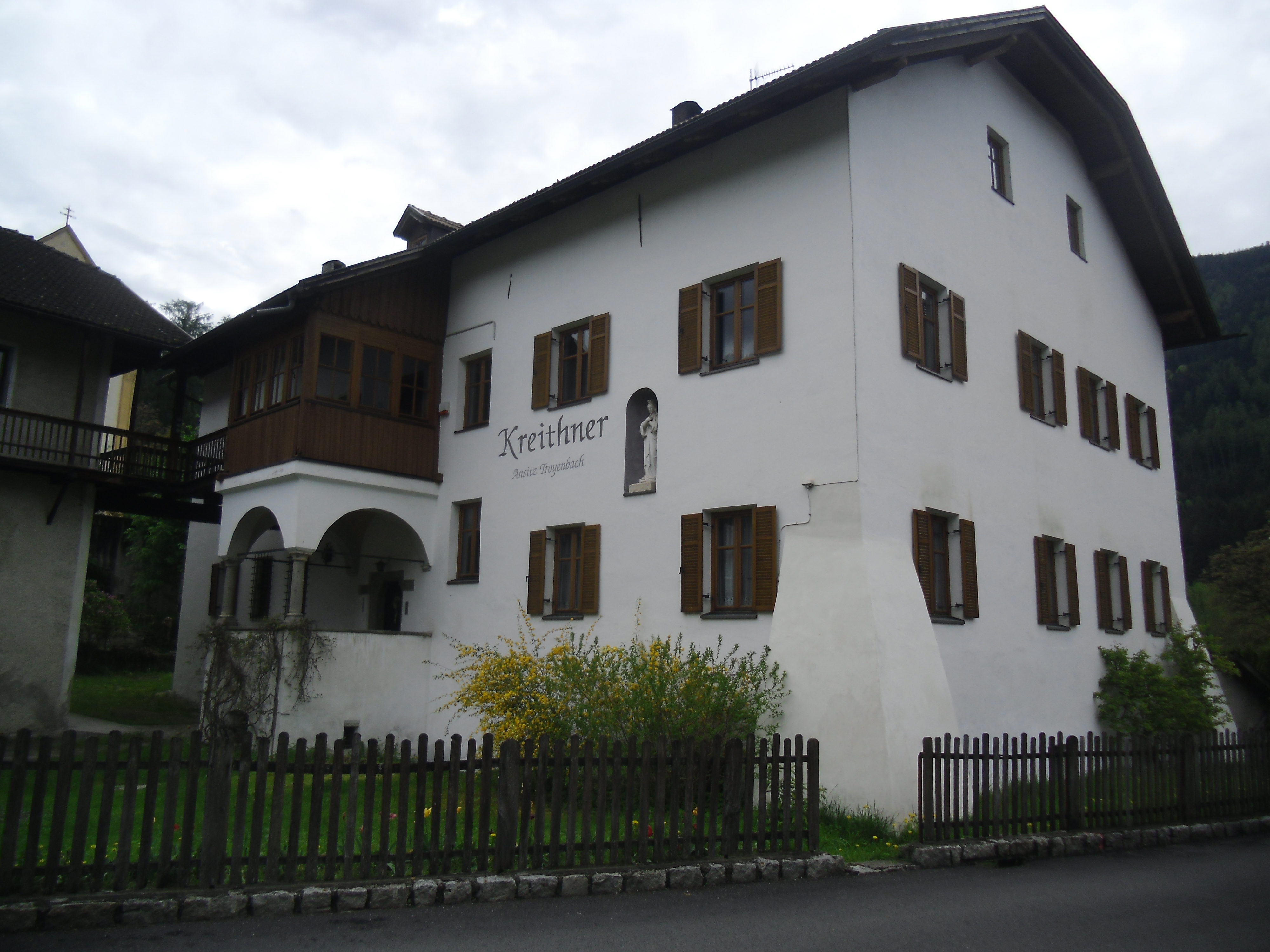
Ansitz Troyenbach in Vintl, 1704 von Christian Peintner d. J. erworben

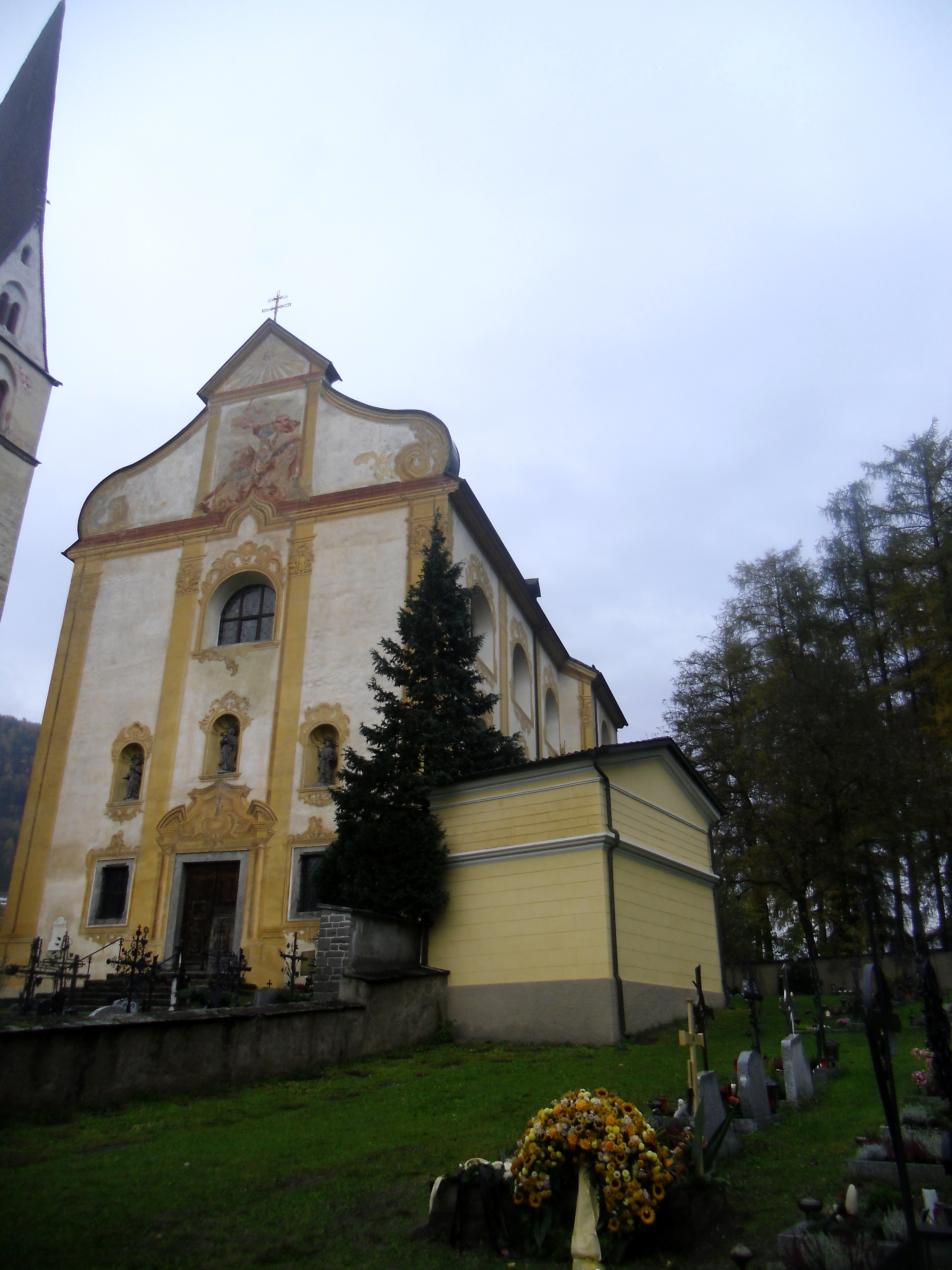
Neue Pfarrkirche Mariä Verkündigung auf Initiative Anton Peintners errichtet

Die Peintner (historisch auch Peitner bzw. Peithner) sind ein altes seit 1609 wappenführendes Geschlecht aus dem Pustertal, von dem die briefadeligen Geschlechter Peintner von Trojensbach, Peintner von Sternfeld, Peithner von Lichtenfels und Peintner von Peintnern abstammen, letzteres wurde ein völlig anderes Wappen verliehen. Zu unterscheiden sind sie von anderen tirolerische Adelsgeschlechter dieses Namens, wie den Paindtner von Forderkopf.

## Geschichte
Der Name Peintner war seit der frühen Epoche vor allem im Puster- und Eisacktal ein weit verbreiteter Familienname. Am 11. Oktober 1425 erscheint Friedrich Peintner (Pewntner) als Michael von Wolkensteinisch´er Richter zu Schöneck, der als Wappen einen fliegenden Geier führte. Möglicherweise aus der gleichen Familie stammend ist 1466 nach St. Margareth ein Jörg Peintner (Pewnntner) nachgewiesen. Das ältere, wappenfähige Geschlecht Peintner dürfte darauf erloschen sein. Die jüngere Linie Peintner aus dem Pustertal, mit dem Herkunftsort in Schabs, trat mehrfach in Kriegs- und Landesdiensten hervor. Am 4. November 1609 verlieh Erzherzog Maximilian von Österreich in Innsbruck den Brüdern Augustin und Andreas sowie deren Vettern Peter und Bartholomäus Peintner aus Schabs in der Herrschaft Rodenegg ein Wappen mit einem emporspringenden Hirsch nebst Kleinod, damit verbunden war die Lehenfähigkeit. Das Wappen bezog dabei auf den „Hirschenhof“ früher „Mändlgut“ in Vill das Andreas Peintner um 1600 erworben hatte. Das Anwesen blieb bis zum Tode von Maria geb. Peintner 1823 in Familienbesitz und wurde 1843 versteigert.

### Linie Vintl
Am 16. Dezember 1642 stiftete Christian Peintner d. Ä., „Hirschenwirt“ in Vill und später Gastwirt in Niedervintl, „zu Hilfe und Trost seines verstorbenen Vaters Andre Peintner auf Rodenegg und seiner Verwandtschaft“ eine ewige Jahrtagsmesse jeweils im Monat März. Er überließ der Pfarrkirche von Rodeneck dafür 100 fl. Die entsprechende Urkunde siegelte er selbst. Christian Peintner d. J., Sohn von Christian Peintner d. Ä., wurde im Jahr 1707 mit dem Prädikat „von Trojensbach“ von Kaspar Ignaz Graf von Künigl, Fürstbischof von Brixen, geadelt. Das Prädikat bezog sich dabei auf den 1704 von ihm erworbenen früher genannten „Küchenmairhof“ in Niedervintl, der zum Edelsitz erhoben wurde. Über dessen Sohn Anton von Peintner, Posthalter, Gerichtsanwalt und Zollverwalter in Niedervintl berichtet eine Legende, dass er kurz vor seinem Tode den Wunsch geäußert haben soll, zum warnenden Vorbild im Deckengemälde „seiner“ neuen Kirche als elender Bettler zu Füßen des päpstlichen Thrones dargestellt zu werden. Um 1760 ermöglichte der reiche Postwirt durch die Bereitstellung der Geldmittel von 4000 fl. und des nötigen Baugrundes die Errichtung eines zweiten Kirchengebäudes in Niedervintl.

### Linie Innichen
Als Stammvater des Familienzweiges in Innichen gilt der begüterte Gastwirt Jakob Peintner d. Ä., vermutlich der älteste Sohn von Christian Peintner d. Ä. Er hatte 1659 das Gasthaus „Grauer Bär“ in Innichen von seinem Schwager, dessen Familie es seit Mitte des 16. Jahrhunderts besaß, erworben. Es galt zu seiner Zeit als das vornehmste Wirtshaus im Pustertal. Seine Söhne aus zweiter Ehe Johann und Joseph Peintner führten zudem das Gasthaus zum „schwarzen Adler“. Joseph bekleidete später in Innichen das Amt des Kapitelamtmann beim örtlichen Chorherrenstift. Am 26. März 1698 wurde ein anderer Sohn Jakob Peintner d. J., seit 1677 Regierungssekretär in Innsbruck, mit dem Prädikat „von Peintner“ in den Adelsstand erhoben. Sein Schwiegersohn Christoph Jakob von Hafner, Stadtsyndicus von Meran, erhielt 1741 zusätzlich das Prädikat „zu Puechenegg und Peintner“ sowie die Bewilligung, Namen und Wappen des ausgestorbenen Geschlechts seines Schwiegervaters mit seinem eigenen zu vereinigen. Am 5. Juli 1742 wurde Joseph Anton Peintner, Schützenhauptmann und Urbaramtmann in Innichen, in anderen Quellen auch Anton Josef Franz Peintner genannt, womöglich Sohn von Joseph Peintner, mit dem Prädikat „von Peintner zu Sternfeld“ von Kaiserin Maria Theresia in den Reichsritterstand erhoben. Aus diesem Anlass wurde sein Familienwappen in einigen Punkten abgeändert. Sein Grabstein befindet sich am Eingang zum Hauptschiff der Stiftskirche von Innichen.

## Wappen
Blasonierung: In einem von Silber und Rot geteiltem Schild ein rechts emporspringender Hirsch mit rotem Passionskreuz zwischen dem Gestänge auf grünem Dreiberg.

## Genealogie (Auswahl)

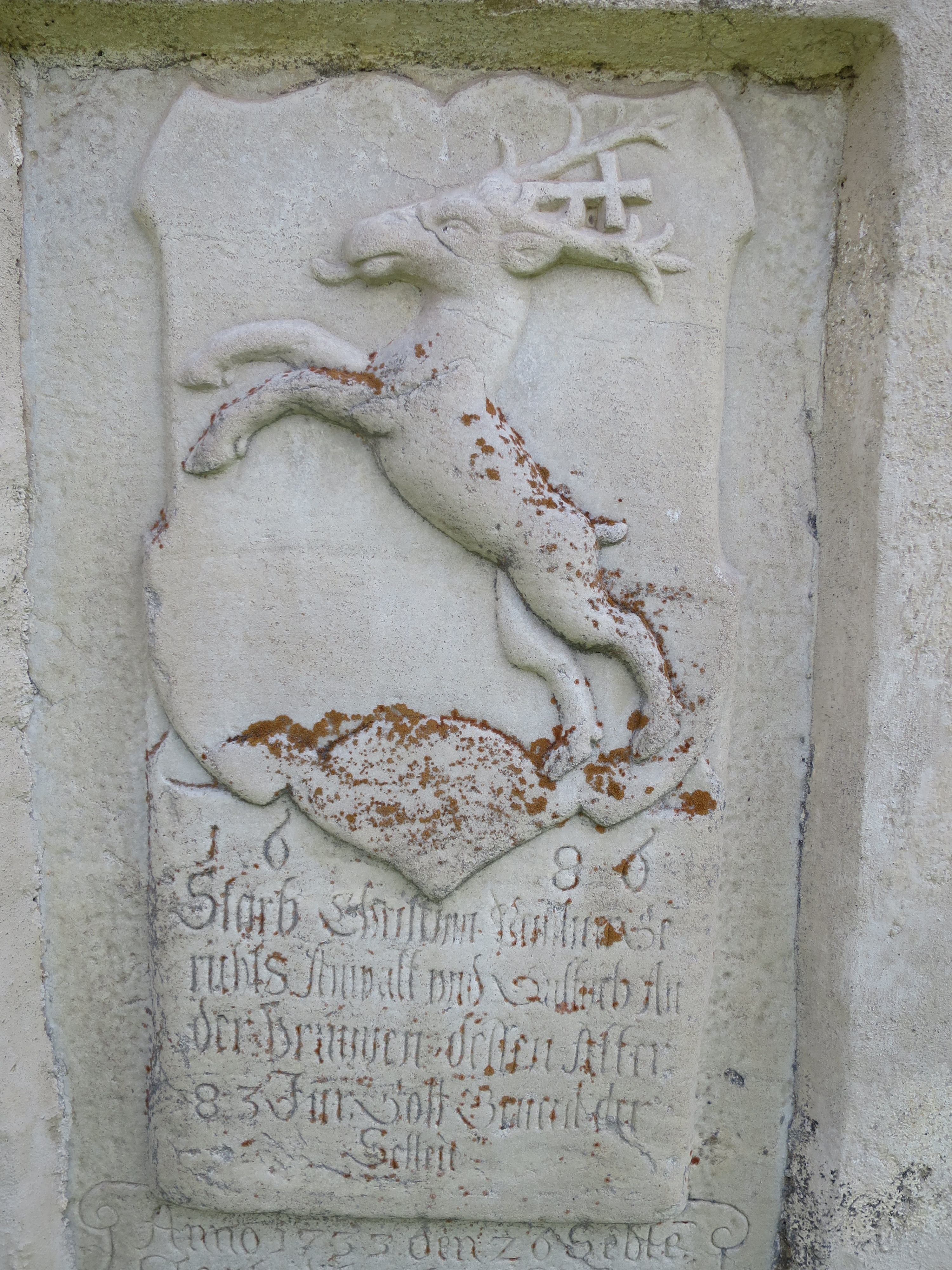
Grabstein für Christian Peintner

- Grabsteine: vorne: Georg Mayrhofer von Koburg, hinten: Ursula Peintner(in), geb. von Kurz zu Thurn[13] Lorenz Peintner, in Schabs; ⚭ NN

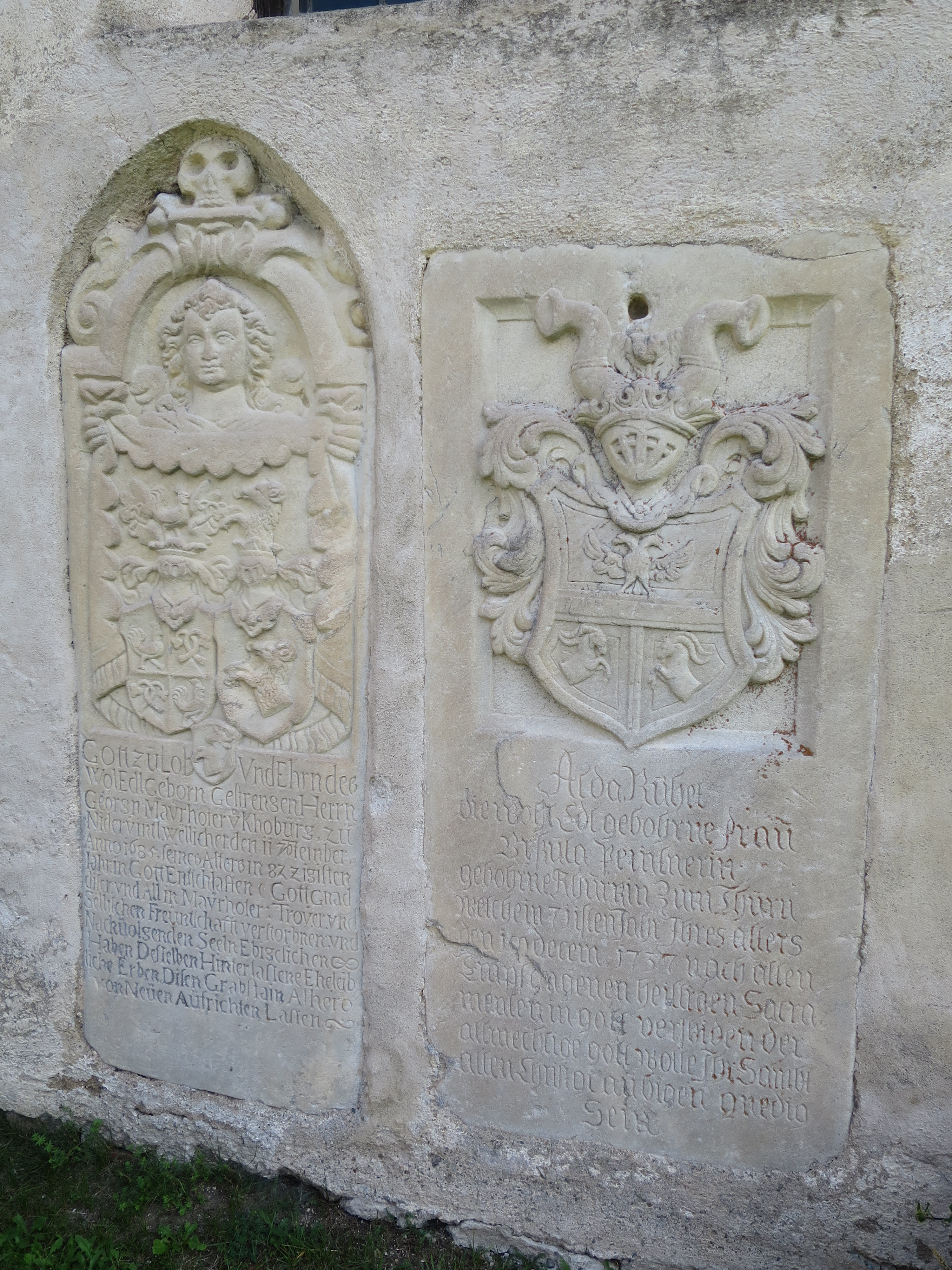
Grabsteine: vorne: Georg Mayrhofer von Koburg, hinten: Ursula Peintner(in), geb. von Kurz zu Thurn

  - Andreas Peintner († 1628), Gastwirt in Vill; ⚭ NN
    - Christian Peintner (* um 1603; † 1686), Gastwirt und Gerichtsanwalt in Niedervintl; ⚭ 1.) Maria Told; 2.) 1646 Barbara Stolz
      - Jakob Peintner (* um 1623; † 1710), Gastwirt in Innichen; ⚭ 1.) Susanna Tinzl; 2.) Susanna Steirer; 3.) Maria Papprian
        - Jakob von Peintner (* 1644; † 1705), Regierungssekretär in Innsbruck; ⚭ 1680 Aurelia Schwegerle
          - Johann Joseph Peintner, Hofmedikus in Barcelona, starb ledig
          - Anna Josepha Juliana von Peintner zu Peintnern (* 1683; † 1759); ⚭ 1703 Christoph Jakob von Hafner, Stadtsyndicus in Meran
            - Adam Michael von Hafner zu Puechenegg und Peintner (* 1704; † 1778); ⚭ 1730 Anna Barbara Agathe von Tschuegg zu Kreuzegg
              - Franz Florian von Hafner zu Puechenegg und Peintner (* 1736; † 1808); ⚭ 1777 Cäcilia Sardagna zu Hohenstein und Meanberg
                - Edmund von Hafner zu Puechenegg und Peintner (* 1779; † 1847); ⚭ Antonia von Merl

        - Johann Peintner (* um 1663; † 1733), Kaufmann und Gastwirt in Innichen; ⚭ 1.) Anna Papprian; 2.) Sophia Kletenhammer
          - Franz Peintner (* 1708), Wirt und Kaufmann in Innichen; ⚭ NN
          - Michael Peintner (* 1723), Kaufmann in Graz, k. k. Postwagen-Expeditor in Laibach

        - Joseph Peintner, Urbarhauptmann in Innichen; ⚭ Maria Plankensteiner
          - Anton Joseph Franz Peintner von Sternfeld, Schützenhauptmann und Urbaramtmann in Innichen; ⚭ Maria Felizitas Clamer
            - Joseph Philipp Jakob Peintner von Sternfeld († 1790)
            - Anna Maria von Peintner; ⚭ 1791 Kajetan Martin Cornet, k. k. Oberforstmeister und Domäneninspektor in Innichen

      - Christian Peintner (von Trojensbach) (* 1652; † 1733), Gastwirt und Gerichtsanwalt in Niedervintl; ⚭ Ursula Kurz zum Thurn
        - Anton Peintner (von Trojensbach) (* 1689; † 1763), Posthalter, Gerichtsanwalt und Zollverwalter in Niedervintl; ⚭ Maria Egger
        - Barbara Peintner († 1765); Klarissin Ursula Maria in Hall
        - Katharina Peintner, Klarissin Maria Angelika in Brixen
        - Elisabeth Peintner, Klarissin Maria Katharina in Hall
        - Anna Peintner, Dominikanerin Maria Rosalia in Linz

      - Georg Peintner (* um 1630), Gastwirt und Gerichtsanwalt in Vahrn; ⚭ Elisabeth Kerbler
      - Hans Peintner (* 1633), Gastwirt in Vill; ⚭ Katharina Gartner
        - Michael Peintner, Gastwirt in Vill; ⚭ 1703 Maria Piffrader
          - Franz Peintner (* 1710; † 1794), Gastwirt und Anwalt in Rodeneck; ⚭ 1746 Maria Putzer
            - Franz Gotthard Peintner (* 1753), Kapuziner Karlmann in Stertzing
            - Kaspar Joseph Peintner (* 1754; † 1796), Gastwirt in Rodeneck; ⚭ 1782 Maria Fischnaller
              - Maria Peintner (* 1784; † 1823); ⚭ 1.) Joseph Zingerle; 2.) Joseph Wolf